# Philydraceae
Philydraceae, nevelika porodica jednosupnica iz Australije, zapadnog Pacifika i tropske Azije. Pripada joj tri roda sa šest priznatih vrsta. Najvažniji je rod vodenih trajnica, filidrum.

## Rodovi
1. Helmholtzia F.Muell.  (3 spp.)
2. Philydrella Caruel,  (2 spp.)
3. Philydrum Banks & Sol. ex Gaertn.  (1 sp.) filidrum